# Joel Crawford (Politiker)
Joel Crawford (* 15. Juni 1783 im Columbia County, Georgia; † 5. April 1858 bei Blakely, Georgia) war ein US-amerikanischer Politiker. Zwischen 1817 und 1821 vertrat er den Bundesstaat Georgia im US-Repräsentantenhaus.

## Werdegang
Joel Crawford besuchte zunächst die Schulen seiner Heimat. Nach einem anschließenden Jurastudium an der Litchfield Law School und seiner Zulassung als Rechtsanwalt begann er ab 1808 in Sparta in seinem neuen Beruf zu arbeiten. Im Jahr 1811 verlegte er seinen Wohnsitz nach Milledgeville. Anschließend nahm er in den Jahren 1813 und 1814 an einem Feldzug gegen die Creek-Indianer teil. Nach dem Krieg begann Crawford als Mitglied der Demokratisch-Republikanischen Partei eine politische Laufbahn. Zwischen 1814 und 1817 war er Abgeordneter im Repräsentantenhaus von Georgia. Bei den staatsweit abgehaltenen Kongresswahlen des Jahres 1816 wurde er für das dritte Abgeordnetenmandat von Georgia in das US-Repräsentantenhaus in Washington, D.C. gewählt, wo er am 4. März 1817 die Nachfolge von Bolling Hall antrat. Nach einer Wiederwahl im Jahr 1818 konnte er bis zum 3. März 1821 zwei Legislaturperioden im Kongress absolvieren.
Nach seinem Ausscheiden aus dem US-Repräsentantenhaus arbeitete Crawford wieder als Rechtsanwalt. Im Jahr 1828 zog er wieder nach Sparta. In den Jahren 1827 und 1828 gehörte er dem Senat von Georgia an. Im Jahr 1826 war Crawford Mitglied einer Kommission, die die Grenze zwischen den Staaten Georgia und Alabama vermaß. In den Jahren 1828 und 1831 kandidierte er jeweils erfolglos für das Amt des Gouverneurs von Georgia. 1831 wurde er Delegierter bei der International Improvement Convention. Im Jahr 1837 wurde Crawford Staatsbeauftragter für den Bau einer Eisenbahnlinie durch die Western & Atlantic Railroad. Er starb am 5. April 1858 auf seiner Plantage bei Blakely und wurde dort auch beigesetzt.